# 貝爾維 (密西根州)
貝爾維（英語：Bellevue）是位於美國密西根州伊頓縣的一個村。

## 人口
根據2020年美國人口普查的數據，貝爾維的面積為2.83平方千米，當中陸地面積為2.63平方千米，而水域面積為0.19平方千米。當地共有人口1308人，而人口密度為每平方千米462人。